# Sandra Tomboloni

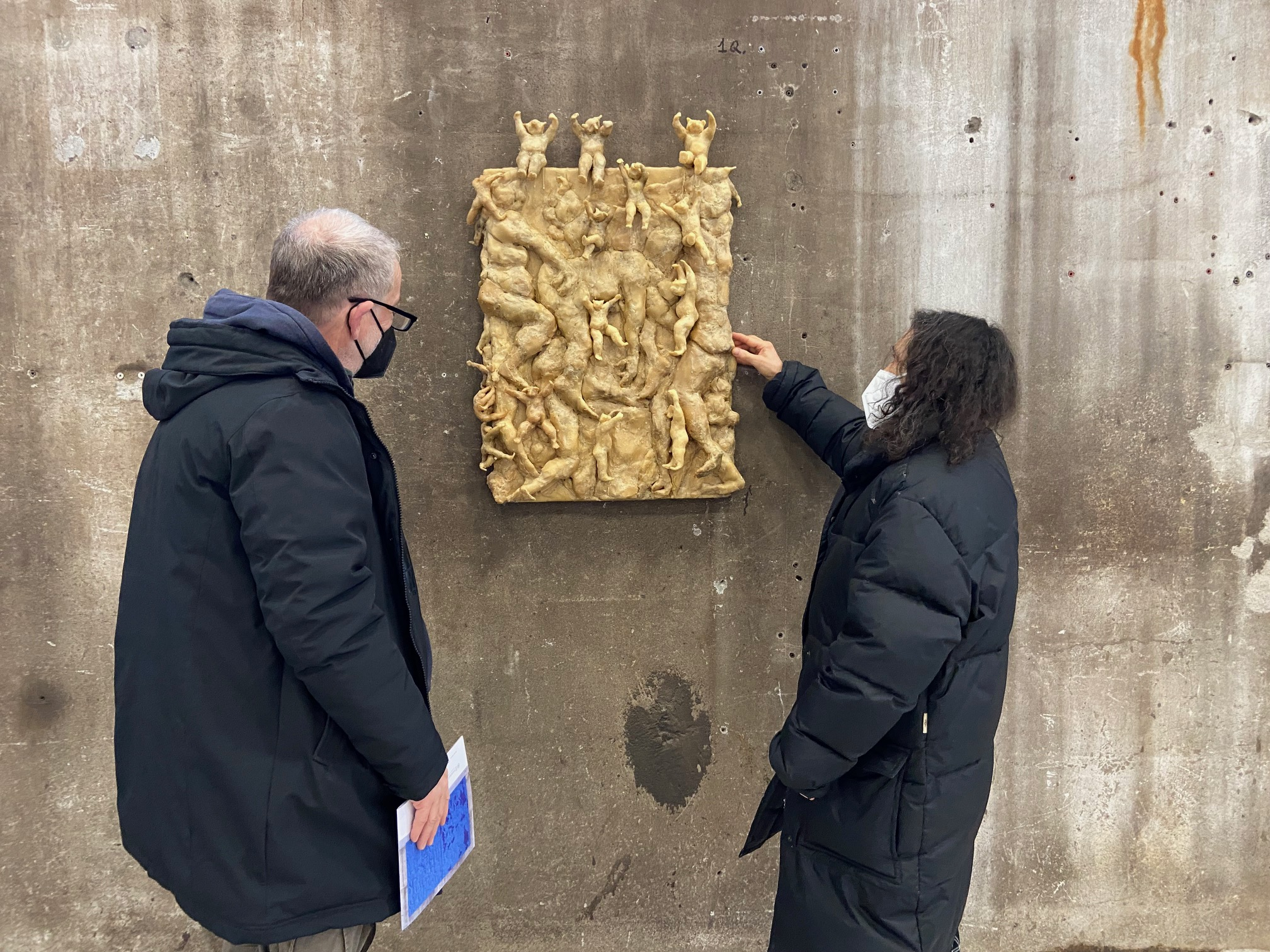
Sandra Tomboloni e Saretto Cincinelli davanti all'opera La stratificazione della terra, 2021.

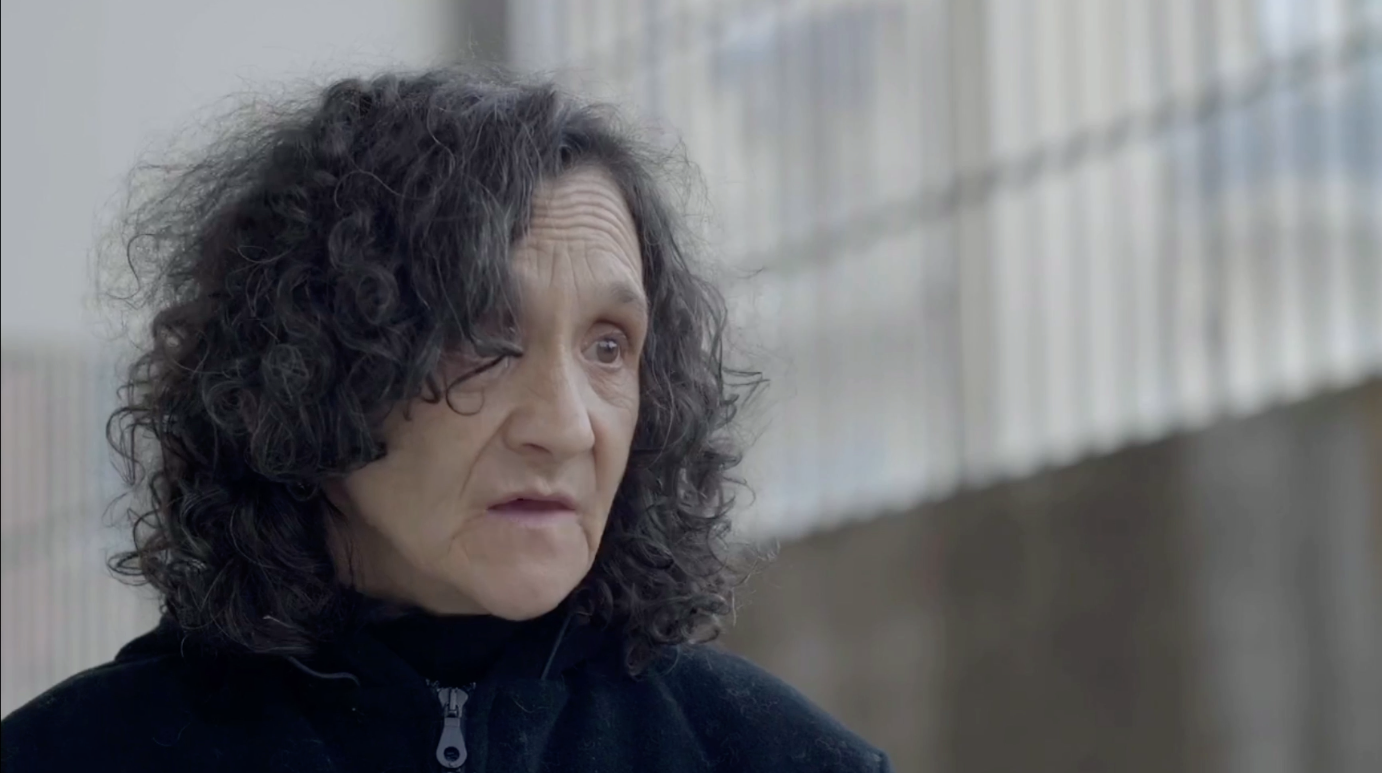
Ritratto di Sandra Tomboloni

Sandra Tomboloni (Pelago, 1961) è un'artista italiana.

## Biografia
Si forma prima all'Istituto Professionale Tornabuoni di Firenze, con un diploma in moda con la costumista Anna Anni, e poi in pittura all'Accademia di belle arti di Firenze, con una tesi in cinema su Visconti. Ha tra i suoi insegnanti il pittore Silvio Loffredo e Adriano Sofri.
In Sandra Tomboloni opera e biografia spesso coincidono e si sovrappongono: si ammala presto di anoressia, malattia con la quale convive. Sarà un materiale come il pongo a caratterizzare il suo percorso artistico, materia attraverso la quale, dopo le prime tele informali - in cui la figura era assente e quasi annientata - la figurazione prende progressivamente corpo. Il pongo è materia e colore, allo stesso momento, e trasmette tutto il senso di fragilità e precarietà caratteristici dell'opera dell'artista.
Poco dopo il diploma all'Accademia, Sandra passa anche un periodo vivendo fuori di casa, per strada, provando sulla propria pelle il senso di marginalità e precarietà che si riflettono nella sua opera. Oggetti rotti e abbandonati, ridati a nuova vita, diventano presto protagonisti delle sue installazioni.
Oltre alle opere in pongo, materia con cui ricopre oggetti, totem e pannelli, creando anche grandi bassorilievi, l'artista ha una vasta produzione di disegni, oltre a una produzione di sculture in ceramica e una sperimentazione di sculture in cera e fusioni in bronzo. Colleghi e amici dell'Accademia, come l'artista Antonio Catelani, sottopongono presto all'attenzione di critici e galleristi il lavoro di Sandra Tomboloni e alla metà degli anni Novanta inizia a lavorare con gallerie come Gentili e Frittelli di Firenze, Baronian di Bruxelles e Lo Studio la Città di Verona, e poi agli inizi del Duemila con la galleria Biagiotti di Firenze.
Dal 2013 inizia la collaborazione con la galleria Vannucci di Pistoia che nel 2020 presenta una mostra personale dell'artista fiorentina dal titolo La fragilità degli ospiti, antispecismo come forma di sostanza e vita. Nel 1995 è tra i protagonisti di Aperto Italia ‘95 a cura di Francesco Bonami e Emanuela De Cecco, al Trevi Flash Art Museum. Le sue opere sono state esposte in spazi pubblici come il Centro per l'arte contemporanea Luigi Pecci di Prato, che possiede alcune opere nella sua collezione, al Palazzo delle Papesse di Siena, alla GAM di Bologna, al Museo degli Innocenti di Firenze, e all'Hudson Valley MOCA di Peekskill (New York), dove ha presentato una mostra personale a seguito di una residenza. Le sue opere sono rimaste nella collezione della famiglia Straus fondatrice del Centro alla porte di New York. Nel 2018 esce una pubblicazione Sandra Tomboloni - La Bad Girl italiana, a cura di Stefania Gori, edita da Gli Ori, che ripercorre la storia e l'opera dell'artista, dagli esordi, alle collaborazioni con Virgilio Sieni, Fabbrica Europa, fino ai progetti collettivi dell'artista con altri professionisti o associazioni di promozione sociale.
Nel 2024 è tra le artiste della mostra Colorescenze. Artiste, Toscana, Futuro, a cura di Stefano Collicelli Cagol e Elena Magini al Centro per l'arte contemporanea Luigi Pecci di Prato.

## Collegamenti esterni

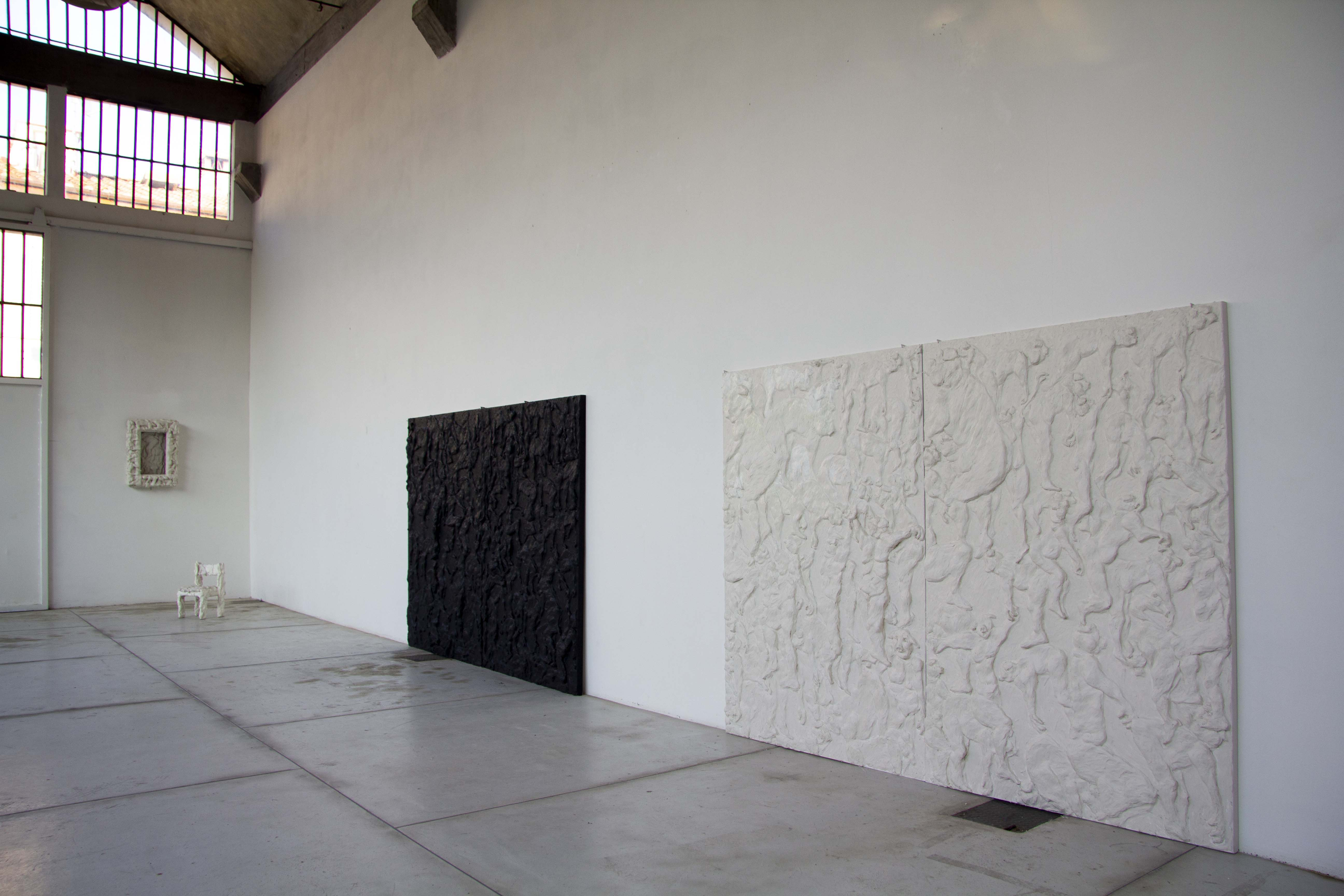
Sandra Tomboloni, La fragilità degli ospiti, 2020, Galleria ME Vannucci, Pistoia. Veduta della mostra

## Principali mostre personali
- 2025 doppia personale Sandra Tomboloni - José Mesías, L’ILLUSIONE DELLA VITA, A due #4, Galleria ME Vannucci, Pistoia. Testo di Serena Becagli
- 2020 La fragilità degli ospiti, a cura di Serena Becagli, Galleria ME Vannucci, Pistoia;
- 2014 Orfani, Galleria Vannucci, Pistoia;
- 2013 Homeless#2013, Casa Rossa, Pontassieve (FI);
- 2011 Trasmigrazioni, Galleria Biagiotti, Firenze;
- 2010 Prezzemolina, a cura di Stefania Gori, La Smilea, Montale, (PT);
- 2010 Contrasted-Materia Instabile, Sandra Tomboloni/ Virgina Lopez, a cura di Matilde Puleo, Palazzo Comunale, Arezzo;
- 2005 Between and Underneath, Goldonetta, Firenze;
- 2004 Lost and Found, HVCCA, Peekskill, New York;
- 2000  Mostra-Laboratorio, Museo Pecci, Prato, 2000;
- 1999  Me, Io, Jeg, con Elizabeth Peyton e Lene Vearing, Salzau (Kiel), Festival di Teatro, Todi;
- 1999 Bu, Pinocchio, con Gianluigi Toccafondo, Palazzo delle Papesse, Siena;
- 1997 Generazioni/1, con Luca Caccioni e Giovanni Manfredini, Palazzina dei Giardini, Modena;
- 1997 Storia di un pulcino o due, Galleria Studio La Città, Verona;
- 1995-1995 Mostra personale, Galleria Gentili, Firenze.

## Principali mostre collettive
- 2024, Colorescenze. Artiste, Toscana, Futuro, a cura di Stefano Collicelli Cagol e Elena Magini, Centro per l'arte contemporanea Luigi Pecci, Prato.
- 2021 Paesaggi Personali, a cura di Serena Becagli, Galleria ME Vannucci, Pistoia;
- 2020 Bambini per sempre! Infanzia e illustrazione nell'arte del primo Novecento, a cura di Arabella Natalini e Nadia Marchioni, Museo degli Innocenti, Firenze;
- 2019 «E p h e m e r a – Ε φ ή μ ε ρ α», a cura di Friederike Schmid, White Space Black Box, Neuchâtel, Svizzera;
- 2018 LET'S TWIST AGAIN, con Luca Caccioni, Fabrizio Corneli, Vittorio Corsini, Franco Guerzoni, Michelangelo Pistoletto, Pino Spagnulo, Giovanni Termini, Sandra Tomboloni, Giuliano Tomaino, Galleria Vannucci, Pistoia.
- 2018 Stereo Love Seats, Marc Straus Gallery, New York;
- 2018 De Scultura, a cura di Cristiana Collu e Saretto Cincinelli, Casa Masaccio Centro per l'Arte Contemporanea, San Giovanni Valdarno (AR)  (artisti in mostra: Emanuele Becheri, Paolo Fabiani, Michel Frere, Anton Raphael Mafai, Arturo Martini, Davide Rivalta, Medardo Rosso, Sandra Tomboloni);
- 2013 Borderline, Artisti tra normalità e follia. Da Bosch a Dalì, dall'Art Brut a Basquiat, MAR, Ravenna;
- 2008 Italian Genius, Now, mostra itinerante del Museo Pecci di Prato nei musei d'arte contemporanea in Asia, 2008-2007;
- 2007 Revenge, Hudson Valley Center for Contemporary Art, Peekskill, New York;
- 2006 Tattile-Duttile, Galleria VM21, Roma
- 2005 Minyonies, a cura di Maria Luisa Frisa e Giuliana Altea, Alghero;
- 2004 A.I. 20 artiste italiane nel XX secolo, a cura di Elena Lazzarini e Pier Paolo Pancotto, Palazzo Mediceo Seravezza, (Lu);
- 2004 Collezione Permanente, a cura di Samuel Fuyumi Namioka, Museo Pecci, Prato, 2004;
- 2003 Not in New York- Emerging European Artists, a cura di Marc Straus, Stux Gallery, New York;
- 2003 Imagerie Art Fashion, a cura di Maria Campitelli, Musei del Canal Grande, Trieste;
- 2003 Giovani Artisti Italiani, Premio Maretti, a cura di Roberto Daolio, Silvia Grandi, Maura Pozzati, GAM, Bologna;
- 2003 Rotte Metropolitane, a cura di Daria Filardo, Orto Botanico, Firenze;
- 2002 Continuità. Arte in toscana 1990-2000, a cura di Jean-Christophe Amman, Museo Pecci, Prato;
- 2000 La Fenice et des artistes, concorso per artisti contemporanei promosso da Hotel La Fenice, a cura di Maura Pozzati, Hotel La Fenice, Venezia
- 1998 Artisti italiani in Kiel, Staadt GALLERIE, KIEL, a cura di Edoardo Di Mauro e L. Von Amelunxen;
- 1997 Onomatopea, a cura di Antony Iannacci, Galleria Studio La Città, Verona;
- 1997 Collaborazione con la compagnia Virgilio Sieni Danza allo spettacolo Quartetto sul vento, variazioni sull'identico, Teatro Metastasio, Prato;
- 1997 Realizzazione dell'opera in progress Il Piccolo Principe, a cura di Sergio Risaliti, all'interno del festival Fabbrica Europa, ex Stazione Leopolda Firenze.
- 1996 Realtà giovane XXX- VI Premio Suzzara, Galleria civica d'arte contemporanea. (Vinse il premio acquisto ex aequo con Caira, Botto&Bruno e Casolaro);
- 1996 LEONKART, a cura di Arcangelo, Centro Sociale Leoncavallo, Milano;
- 1995 Aperto Italia 1995, a cura di Francesco Bonami e Emanuela De Cecco, Trevi Flash art Museum, Trevi (Pg);
- 1994 Turbare il tempo, a cura di Saretto Cincinelli, Museo Archeologico di Firenze.